# HEIAP

Raufoss Mk 211

HEIAP（High Explosive Incendiary/Armor Piercing Ammunition）は、徹甲弾、榴弾、焼夷弾の三つの機能を持った弾頭である。別名Semi-armor piercing high explosive incendiary（SAPHEI）とも呼ばれている。
この弾頭の主な使用目的は装甲目標の破壊であり、直撃したときにのみ、その特殊な効果が発揮される。先端部が目標に衝突すると中の焼夷剤が発火し、その後ろにある爆薬の起爆を誘発させる。ここまでは通常の榴弾と変わらないが、第2の焼夷剤であるジルコニウム粉にも火をつける。これは非常に高い温度で燃えて簡単に消えないという特徴を持ちつつ、約30秒間燃え続ける材質であり、高い焼夷効果を発揮する。さらに砲弾内部のタングステン弾芯が標的の装甲を貫徹する。そして装甲の反対側には弾芯だけではなく、炸裂破片や燃焼する焼夷剤も侵入して被害を拡大させるというものである。もし標的の強度が低く、命中した弾頭との間に充分な摩擦が生じなければ、焼夷剤や炸薬が発火しない可能性がある。
対物ライフル用のRaufoss Mk 211から30ミリ機関砲用までさまざまなサイズがある。